# 吉布胡郎图苏木
吉布胡郎图苏木，是中华人民共和国内蒙古自治区呼伦贝尔市新巴尔虎左旗下辖的一个乡镇级行政单位。

## 行政区划
吉布胡郎图苏木下辖以下地区：
甘珠花嘎查、团结嘎查、乌尔逊嘎查、呼伦嘎查、红旗嘎查和好力宝图嘎查。